# Davidson Island
Davidson Island ist eine kleine, kuppelförmige und verschneite Insel vor der Loubet-Küste des Grahamlands auf der Antarktischen Halbinsel. Im Crystal Sound liegt sie zwischen Wollan Island und den Shull Rocks.
Luftaufnahmen der US-amerikanischen Ronne Antarctic Research Expedition (1947–1948) und der Falkland Islands and Dependencies Aerial Survey Expedition (1958–1959) sowie von 1958 bis 1959 durchgeführte Vermessungen des Falkland Islands Dependencies Survey dienten ihrer Kartierung. Das UK Antarctic Place-Names Committee benannte die Insel am 23. September 1960 nach dem US-amerikanischen Physiker William L. Davidson, der mittels Neutronenstreuung eine Methode entwickelte, die Position von Wasserstoffatomen im Eis zu bestimmen. Argentinische Wissenschaftler pluralisierten die Insel in ihrer Benennung als Islotes Davidson.